# Adigeni
Adigeni – osiedle typu miejskiego w Gruzji, w regionie Samcche-Dżawachetia. W 2014 roku liczyło 783 mieszkańców.